# Jian Yu
Jian Yu (xinès simplificat: 劍雨, pinyin: Jiàn Yǔ), comercializada internacionalment com Reign of Assassins, és una pel·lícula de 2010 wuxia dirigida per Su Chao-pin i codirigida per John Woo. La pel·lícula està rodada a la Xina i ambientada durant la dinastia Ming. La pel·lícula és protagonitzada per Michelle Yeoh, que interpreta un assassí que intenta tornar a una vida normal després de ser aconsellat per un monjo. Després de salvar el seu marit i ella mateixa dels lladres, crida l'atenció de la seva antiga banda d'assassins.
La pel·lícula va començar la producció el 30 d'octubre i es va rodar a la Xina i Taiwan. Durant el rodatge, John Woo es va dedicar a assessorar contínuament al director Su Chao-pin, cosa que va fer que Woo fos acreditat com a codirector. El 3 de setembre de 2010, Reign of Assassins es va estrenar a la 67a Mostra Internacional de Cinema de Venècia, on va rebre el reconeixement de la crítica. Es va estrenar a la Xina el 28 de setembre de 2010 i va ser comprada per The Weinstein Company per als drets de llançament nord-americans i per Lionsgate per als drets de llançament del Regne Unit.

## Trama
Una narració parla d'un llegendari monjo budista indi, Bodhi i la creença que les seves restes momificades tenen poders místics.
La banda Dark Stone, que ha descobert que la meitat de les restes estan en mans del primer ministre Zhang, envia assassins per matar-lo i al seu fill Renfeng. Drizzle, el màxim assassí de Dark Stone, roba les restes i fuig. Es troba amb el monjo, Wisdom, després d'enviar Renfeng que la persegueix a la part superior d'un pont. Es revela que Wisdom és una artista marcial consumada que demostra a en Drizzle que la seva destresa amb l'espasa té quatre defectes fatals. Advertint que pot ser assassinada per un mestre, ell intenta persuadir-la de girar un nou full i deixar la vida d'un assassí. Els tres mesos de la seva associació acaben amb ell morint a les seves mans, una manifestació final destinada a il·luminar-la. Després de la mort de Wisdom, en Drizzle està carregada de tristesa i culpa i decideix abandonar el seu vell estil de vida. Va a veure un cirurgià famós que li canvia l'aspecte i assumeix la identitat de Zeng Jing, un comerciant de roba comú. Ella crida l'atenció del missatger Ah-sheng, amb qui finalment es casa. El líder de la banda Dark Stone, Wheel King, recluta i entrena una nova assassina, Turquesa, una noia despietada que va assassinar el seu promès i els seus sogres la nit de noces.
La banda Dark Stone encara persegueix en Drizzle i les restes momificades, i un dels seus principals membres (Fatty Chen) és misteriosament assassinat.
Més tard, Zeng Jing i Ah-sheng són al banc quan entren els lladres. Mentre la colla treu les seves espases, Zeng Jing els derrota i salva la vida tant a ella com al seu marit. Aquest acte revela el seu parador a Dark Stone. El Rei Roda convoca tres assassins de la seva banda - Lei Bin, el Mag i Turquesa - per caçar en Drizzle. Localitzen en Drizzle malgrat la seva aparença canviada. Tanmateix, en Drizzle (ara com a Zeng) afirma que només vol viure una vida normal, i el Rei Roda li promet la seva llibertat per Ah-sheng i per ella mateixa a canvi de la meitat de les restes que va prendre i ajudar a recollir l'altra meitat. Després que la colla va assegurar les restes, en Drizzle els ajuda. La banda es nega a alliberar-la, i malgrat les baralles internes en que mata el Mag, ella torna a casa ferida i s'ensorra davant Ah-sheng. Lei Bin i Turquesa la segueixen però són detinguts per Ah-sheng, que els sorprèn produint un parell d'espases Cen-Ci. Lei Bin les reconeix com les armes de Renfeng. Els dos assassins són derrotats i Ah-sheng porta en Drizzle al cirurgià, que tracta les ferides d'en Drizzle i li diu a Renfeng que tot està predestinat. Els flashbacks revelen que la veritable identificació d'Ah-sheng és Renfeng, que no va morir a causa de l'espasa de Drizzle perquè té situs inversus. També ha canviat la seva aparença per poder venjar la mort del seu pare. En Drizzle descobreix la veritat i li pregunta a Renfeng si l'ha estimada mai. Un emotiu Renfeng li diu que és impossible pel que ella i Dark Stone han fet a la seva família, però ell no es pot decidir a matar-la i li diu que se'n vagi.
El Rei Roda, havent obtingut les restes, intenta utilitzar el poder per restaurar el seu "defecte" corporal; va ser castrat quan era un nen i utilitza la cobertura de ser un eunuc de baix rang per ocultar les seves activitats criminals. Turquesa ho descobreix mentre el sedueix i es burla d'ell amb ràbia i decepció. El Rei Roda s'enfada i l'enterra viva sota un pont. Veu el senyal de focs artificials llançat per en Drizzle, que ha decidit involucrar-lo en una batalla final. El Rei Roda arriba a un cementiri i troba Renfeng mort. Llavors, Drizzle lluita contra ell i el fereix mortalment, utilitzant el que la Wisdom li havia ensenyat. Renfeng reviu l'endemà al matí, ja que Drizzle li va donar pols de tortuga per semblar sense vida i així poder presenciar Drizzle com venjava la seva família amb la seva vida. S'acosta al seu cos per tocar-la i la troba encara viva. Renfeng està envaït d'alegria i la porta en braços. Drizzle li xiuxiueja: "Després d'arribar a casa, redacta els papers del divorci". Renfeng riu i li diu que tenen una llarga vida per davant, junts.

## Repartiment

### Principal
- Michelle Yeoh com a Zeng Jing, la dona de l'Ah-sheng i un comerciant de roba que s'ha revelat que és en Drizzle.
- Jung Woo-sung com a Jiang Ah-sheng, el marit de Zeng Jing i un missatger que s'ha revelat que és Zhang Renfeng.

### Banda Dark Stone
- Wang Xueqi com a The Wheel King / Cao Feng, cap de la banda Dark Stone.
- Barbie Shu com Turquoise / Ye Zhanqing, un assassí de la banda Dark Stone entrenat per substituir en Drizzle.
- Shawn Yue com a Lei Bin, un assassí de la banda Dark Stone.
- Jiang Yiyan com a Tian Qingtong, la dona de Lei Bin.
- Kelly Lin com a Drizzle / Xi Yu, un assassí de la banda Dark Stone que desapareix.
- Leon Dai com el Mag / Lian Sheng, un assassí de la banda Dark Stone.
- Ma Shuliang com a Fatty Chen, un comptador de la banda Dark Stone.

### Altres
- Guo Xiaodong com a Zhang Renfeng, fill del primer ministre Zhang.
- Paw Hee-ching com l'àvia Cai, el propietari i amic de Zeng Jing i Jiang Ah-sheng.
- Chin Shih-chieh com el Doctor Li, un reconegut cirurgià que canvia la cara que ajuda Zeng Jing i Ah-sheng.
- Matt Wu com a Killer Bear / Sha Ren Xiong.
- Angeles Woo com a Eater Bear / Chi Ren Xiong.
- Hu Xiaoguang com a líder de Song Yang 5, un grup d'artistes marcials que van robar el banc a la recerca de les restes del Bodhi.
- Han Zhi com a membre de Song Yang 5.
- Xing Hanqing com a membre de Song Yang 5.
- Che Kim-fai com a membre de Song Yang 5.
- Shi Zhanjie com a membre de Song Yang 5.
- Lee Hing-cheung com el primer ministre Zhang Haiduan, pare de Renfeng.
- You Liping com Zhang Dajing, el propietari del banc.
- Qin Weidong com el carnisser Zhu, un carnisser local i candidat de casament per a Zeng Jing.
- Yuan Zhi Dong com l'espasa porpra de la secta Kongdong / Zi Jian.
- Li Jun com els set antics / Huang Qi.
- Tu Ben Chang com el monjo Jian Chi, el mentor de Wisdom.
- Wang Da Shun com a Shen Bu.
- Chen Ji com a Demon Granny / Gui Po.
- Qi Yi Ming com a net del dimoni / Gui Sun.
- Lei Min Min com a cambrer de la casa de te.
- Tong Lei com a eunuc Cao / Cao gonggong.
- Peter Kam com el general Huang.

### Aparicions especials
- Pace Wu com a Teal Sword de la secta Kongdong / Qing Jian.
- Calvin Li com a Wisdom / Lu Zhu, el primer amor de Drizzle.

## Producció

### Preproducció
La idea de fer Reign of Assassins va sorgir quan el productor Terence Chang buscava una pel·lícula d'acció que protagonitzés Michelle Yeoh. Després de diverses reunions amb Su Chao-pin van desenvolupar una pel·lícula d'estil wuxia. Yeoh tenia dubtes inicials sobre el paper, ja que no havia utilitzat les seves habilitats en arts marcials des de Tigre i drac. La resta del repartiment de la pel·lícula inclou actors de Taiwan, Corea, Hong Kong i la Xina. John Woo va afirmar que "És un repte per a tots. Hem seleccionat diversos actors amb talent per a aquesta pel·lícula i l'idioma semblava ser el principal obstacle... Però ho hem resolt."
Terence Chang i Su Chao-pin van dir que volien adoptar l'enfocament de l'escriptor wuxia Gu Long de "tenir molts personatges i afegir misteri i suspens a la trama". El títol xinès de la pel·lícula és Jianyu Jianghu, que es tradueix com "espases i pluja, rius i llacs". El terme jianghu es refereix a un món imaginari que és un univers paral·lel d'arts marcials. La meitat del pressupost de la pel·lícula va ser finançat per Galloping Horse Films que va acceptar donar suport. la pel·lícula després de quedar impressionat amb el guió de Su. Per completar el finançament, Chang va comptar amb dos inversors taiwanesos: l'empresa de jocs en línia Gamania Digital Entertainment i La casa de producció de cinema i televisió Lumiere Motion Picture Company per ajudar a finançar la pel·lícula.

### Rodatge
La fotografia principal va començar el 4 d'octubre de 2009 a Songjiang Town, Xangai, Xina, i després es va traslladar a Hengdian World Studios. Part de la pel·lícula es va rodar a Xangai el 30 d'octubre.
La pel·lícula es va rodar a l'estudi de Shanghai Song Jiang Shen Qiang, després es va traslladar als Hengdian World Studios fora de la ciutat, i després a Taiwan, on s'havia de fer una quarta part de la pel·lícula.
La fotografia principal es va completar el 27 de febrer de 2010. Després de quedar impressionat amb el guió, John Woo va estar al plató tot el temps oferint consells a Su Chao-pin. Terrence Chang va declarar que Woo va passar "més d'una setmana" dirigint una escena de baralla amb la seva filla Angeles com a assassina. Angeles va prendre el paper per experimentar la realització de pel·lícules des de la perspectiva d'un actor. Els crèdits oficials en anglès diuen "Dirigit per Su Chao-pin. Co-dirigit per John Woo". Woo ha afirmat que "no volia imposar el meu estil a Su.. .Només vaig donar consells i vaig compartir la meva experiència." La producció va començar a Xangai i després es va traslladar al complex World Studios a Hengdian el segon mes. Les fortes pluges van fer que la producció s'excedís i es va haver de traslladar un enorme conjunt de temples exteriors a l'interior per evitar més retards. Terence Chang va sol·licitar una subvenció del govern taiwanès com a escriptor i el director Su Chao -pin, així com dos inversors, quatre productors executius i sis actors principals de la pel·lícula són taiwanesos. La postproducció també es va fer a Taiwan. John Woo va treballar amb l'editor durant la postproducció de la pel·lícula.

## Estrena
Abans de l'estrena de la pel·lícula, The Weinstein Company va comprar a Fortissimo Films el dret per a l'estrena nord-americana de Reign of Assassins, mentre que Lions Gate Pictures UK va rebre la llicència per al Regne Unit. Reign of Assassins es va estrenar el 3 de setembre de 2010 a la 67a Mostra Internacional de Cinema de Venècia on es va mostrar fora de competició. La pel·lícula es va estrenar a la Xina el 28 de setembre de 2010. La pel·lícula es va estrenar a Hong Kong el 7 d'octubre i a Taiwan el 10 d'octubre. Reign of Assassins fou exhibida el 8 d'octubre al 15è Festival Internacional de Cinema de Busan. A la Xina, Reign of Assassins va recaptar més de 30 milions de RMB (US$4.5 milions) en la seva setmana d'apertura. Reign Of Assassins es va estrenar a les sales de cinema al Regne Unit el 15 de febrer de 2013.

### Recepció

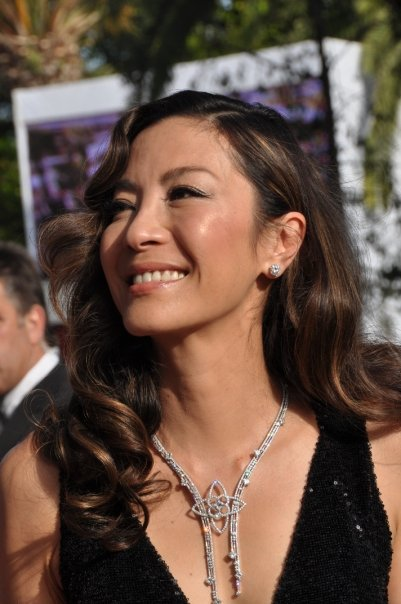
Michelle Yeoh va rebre una nominació a la millor actriu als Asian Film Awards pel seu paper a Reign of Assassins.

La pel·lícula va rebre una acollida positiva de la crítica al Festival de Cinema de Venècia. L'Express va elogiar les escenes de lluita amb espases de la pel·lícula. Il Sole 24 Ore es va referir a la pel·lícula com "una alenada d'aire fresc" al festival, destacant les escenes de lluita i l'humor de la pel·lícula. The Hollywood Reporter va escriure "una història bellament equilibrada troba temps per a l'humor i un final romàntic penetrant. Aquesta exuberant delícia visual no hauria de tenir cap problema. la recerca de públic de kung fu, amb potencial de cruïlla amb el circuit de l'art occidental." Variety va donar a la pel·lícula una crítica positiva, referint-se a ella com "Una deliciosa jugada d'arts marcials que compensa en enginy i exuberància el que de vegades li manca de claredat i delicadesa". Screen International va escriure que "Podria faltar la pura poesia visual de Tigre i drac, però les seves escenes de joc d'espasa són meravelloses i una vegada que la història agafa impuls, és absorbent i entretinguda" i va continuar elogiant l'actuació de Michelle Yeoh anomenant-la "un talent meravellosament carismàtic, envellint amb gràcia però encara conserva un equilibri i un estil que la distingeixen realment." Derek Elley de Film Business Asia va donar a la pel·lícula 9 estrelles de 10 i va escriure que "sense recórrer massa als efectes visuals i sense anar massa lluny per cap camí estilístic, la pel·lícula dona una nova vida a un gènere que s'ha tirat de totes maneres durant els últims 20 anys a la recerca de noves emocions."
La pel·lícula va rebre una acollida positiva a Àsia en la seva estrena. L'agència de notícies Xinhua va declarar que la pel·lícula "inicia una nova era del gènere kungfu" i que la pel·lícula "passa una mica massa temps desenvolupant el romanç entre Zeng i el seu marit, i algunes línies sonen divertides quan no se suposa que ho siguin. Però quan moltes pel·lícules recents d'arts marcials amb prou feines poden explicar una història completa i només són promocionades per escenografies luxoses, Assassins destaca com a entretinguda i especial." Malaysiakini també va comparar la pel·lícula amb Tigre i drac, escrivint que "La pel·lícula va tornar a les arrels de wuxia, on la trama es regira estretament al voltant de la filosofia i les relacions xineses." Today Va donar a la pel·lícula tres estrelles de cinc, dient que "la història limita de vegades amb el il·lògic - el guió de Su et farà riure... els moments a la pantalla entre Yeoh i Jung són incòmodament rígids." Time Out Hong Kong va donar a la pel·lícula tres estrelles de sis afirmant que la pel·lícula "sovint té un to massa esquizofrènic per prendre-la seriosament".
La pel·lícula va rebre crítiques diverses al Regne Unit, generalment crítiques a la trama de la pel·lícula. Una ressenya a The Guardian va donar a la pel·lícula una crítica mixta, afirmant "Després d'una obertura prou decent, es converteix en un assumpte força ordinari". The Independent va donar a la pel·lícula dues estrelles, elogiant l'actuació de Yeoh però trobant l'argument "exagerat". Empire Magazine va donar a la pel·lícula quatre estrelles de cinc, assenyalant les escenes d'acció i "sorprenentment afectant els moments dels personatges". La revista Total Film va donar a la pel·lícula tres estrelles. de cinc, opinant que la pel·lícula "no té el punxó argumental de Heroi de Zhang Yimou o la poesia visual d'Ang Lee a Tigre i drac."

### Premis
| Awards                                     | Awards               | Awards        | Awards    | Awards |
| Cerimònia                                  | Categoria            | Nom           | Resultat  |        |
| ------------------------------------------ | -------------------- | ------------- | --------- | ------ |
| 17ns Hong Kong Film Critics Society Awards | Millor director      | Su Chao-pin   | Guanyador |        |
| 17ns Hong Kong Film Critics Society Awards | Pel·lícules de mèrit |               | Guanyador |        |
| 5ns Asian Film Awards                      | Millor actriu        | Michelle Yeoh | Nominat   |        |
| 5ns Asian Film Awards                      | Millor guió          | Su Chao-pin   | Nominat   |        |
| 5ns Asian Film Awards                      | Millor banda sonora  | Peter Kam     | Nominat   |        |
| 30ns Hong Kong Film Awards                 | Millor pel·lícula    |               | Nominat   |        |
| 30ns Hong Kong Film Awards                 | Millor director      | Su Chao-pin   | Nominat   |        |